# Rodeo chileno
El rodeo chileno és un esport eqüestre originat a Xile, on l'hi ha considerat «esport nacional» des de gener de 1962. Aquest esport es disputa dins d'un recinte amb forma de circumferència anomenat medialuna i el seu objectiu és que una «collera» —integrada per dos genets i dos cavalls— aconsegueixi detenir a un novillo en una zona dins de la medialuna cridada «atallada».
Aquest tradicional esport es realitza a Xile des de fa més de 400 anys, per la qual cosa està entre les més típiques festes camperoles xilenes. Tots els anys, en la Medialuna Monumental de Rancagua, es realitza el Campionat Nacional de Marrada, el torneig més important d'aquest esport, amb representants de diversos llocs del país. La popularitat d'aquest esport és elevada, al punt que es van comptabilitzar més espectadors en marrades que en partits de futbol professional en 2004.

## Descripció
Actualment el rodeo és un dels esports més practicats a Xile, fins i tot algunes fonts ho assenyalen com el segon més practicat a Xile, després del futbol. La marrada xilena es practica a les zones rurals de tot el país, sobretot a la zona central, sent una festa rural. No obstant la ubicació dels principals recintes d'aquest esport, anomenats medialunas, estan construïdes a les grans ciutats de Xile. Això es deu a l'expansió de la marrada a mitjan segle xx.
Consisteix que una collera, composta per dues huasos i dos cavalls, ha de detenir un novillo en tres oportunitats obtenint diferents puntajes. El màxim puntaje és l'atallada de ijar que atorga 4 punts bons, després l'atallada de paleta lliure que atorga 3 punts bons i finalment l'atallada de paleta que atorga 2 punts bons. També s'atorguen punts dolents quan els genets realitzen tisores o passades al apiñadero.

### Últims campions nacionals de Xile
Aquesta és una llista amb les últimes deu colleras campiones de Xile.
| Any  | Genets               | Genets                 | Puntaje |
| ---- | -------------------- | ---------------------- | ------- |
| 2015 | Luis Ignacio Urrutia | Juan Ignacio Bressoli  | 37      |
| 2014 | Juan Carlos Loaiza   | Eduardo Tamayo         | 38      |
| 2013 | Gustavo Valdebenito  | Luis Fernando Corvalán | 36      |
| 2012 | Juan Carlos Loaiza   | Eduardo Tamayo         | 37      |
| 2011 | Germán Varela        | Pedro Pablo Vergara    | 35      |
| 2010 | Cristóbal Cortina    | Víctor Vergara         | 36      |
| 2009 | Emiliano Ruiz        | José Tomás Bressoli    | 39      |
| 2008 | Jesús Rodríguez      | Christian Pooley       | 37      |
| 2007 | Juan Carlos Loaiza   | Eduardo Tamayo         | 38      |
| 2006 | Claudio Hernández    | Rufino Hernández       | 48      |